# Labarthe-sur-Lèze
Labarthe-sur-Lèze település Franciaországban, Haute-Garonne megyében. Lakosainak száma 6467 fő (2022. január 1.). Labarthe-sur-Lèze Pins-Justaret, Clermont-le-Fort, Eaunes, Goyrans, Lagardelle-sur-Lèze, Vernet és Villate községekkel határos.

## Népesség
A település népességének változása:
| Lakosok száma | 810  | 2110 | 3772 | 4758 | 5140 | 5602 | 6178 | 6271 | 6364 | 6467 |
|               | 1968 | 1982 | 1990 | 2006 | 2013 | 2015 | 2017 | 2019 | 2020 | 2022 |